# Urbanización San Benito
También llamada "Las Casitas de Chávez", San Benito es uno de los sectores que forman la ciudad de Cabimas en el estado Zulia (Venezuela), pertenece a la parroquia San Benito. Es una urbanización de 202 viviendas, fundada en el año 2000 por familias provenientes de la tragedia de Vargas, y otras de la localidad.

## Ubicación
Se encuentra entre los sectores Federación al norte, Valle Encantado al este, Valle Encantado II Santa Rosa al sur, y 1.º de Enero Av. 42 (Calle Paraíso) al oeste.
La urbanización cabimense, cuenta actualmente con un preescolar CEI Santo Domingo Savio en el centro de la comunidad (calle N.º 2). Del mismo modo cuenta con un consultorio médico de la Misión Barrio Adentro. También cuenta con distintas Bodegas, y negocios que mejoran la calidad de vida de sus habitantes.
Todas sus calles son de asfalto, incluyendo ceras y brocales de concreto; posee un alumbrado cómodo, sin obviar que dispone de la misma manera todos los servicios como lo son: agua, electricidad, telefonía, internet, entre otros.

## Zona Residencial
San Benito es una urbanización reciente en la ciudad de Cabimas. Creada en el año 1999 por el reciente Gobierno de Hugo Chávez, fundada en el año 2000 por los damnificados de la tragedia de Vargas ocurrida en 1999, dichas casas fueron donadas por el mencionado Gobierno el cual contaban con línea blanca, camas literas, comedor, etc, y por un año recibieron comida mensualmente.
Sus calles cruzan en ángulos rectos, contando con la Calle Principal (Entrada), las Calles N.º 1, 2, 3, la Calle Bomboná, y Transversales N.º 1, 2, y 3. La urbanización tomó el nombre de San Benito (como el de la parroquia), por la alta devoción que se tiene al santo negro en el municipio a San Benito de Palermo, y que al momento del acto de entrega en el año 2000, los chimbangles de San Benito recorrieron todas las calles de la misma.
Popularmente a la Urbanización se le llama también "Las Casitas" debido a que como se mencionó anteriormente, fueron una de las primeras creadas en el estado Zulia por el presidente Hugo Rafael Chávez Frías, y desde ese entonces tomó éste apodo para mayor referencia.

## Transporte
La línea H y Cabillas "LAS CASITAS", hace el recorrido por dentro de la urbanización. Otra más cerca es la Nueva Rosa de la línea Nueva Cabimas que pasa por la carretera J.